# سيدي يحيى الغرب
سيدي يحيى الغرب مدينة بإقليم سيدي سليمان في المملكة المغربية. تبعد مدينة سيدي يحيى عن مدينة القنيطرة بحوالي 30 كم، على بعد 65 كم شمال شرق العاصمة الرباط. يسكنها 80703 نسمة حيت ثمتل نسبة الذكور 52 في المائة في حين ثمتل نسبة الإناث 47 في المائة وتتميز مدينة سيدي يحيى الغرب بمناخ متوسطي وتتضمن مجموعة من الأحياء، الوحدة الفتح النهضة الامل ........
مدينة سيدي يحيى الغرب من المدن الصغيرة، وهي مدينة تقع في سهل جد منخفض حيث يبلغ ارتفاعها عن سطح البحر بحوالي 30 متر وهي مدينة غابوية تحيط بها غابات الكالبتوس من كل جانب وتمر من وسط المدينة الطريق الوطنية رقم 4 الرابطة بين فاس والقنيطرة أما محطة القطار فتوجد شمال المدينة وتتوفر المدينة على 8 مدارس ابتدائية وإعدادياتان و تانوية واحدة أما نواحي المدينة فتشتهر بزراعة الخضروات المعيشية مع زراعة الحبوب وبعض الحوامض أما بالنسبة للمرافق العمومية فتتوفر المدينة على الملعب البلدي الذي يعتبر ملعبا رئيسيا لفريق كفاح سيدي يحيى وهناك دار الثقافة توجد في وسط المدينة لكنها لا تتوفر على أي شيء يفيد الطلبة. .
يتميز مناخ سيدي يحيى الغرب المتوسطي بالأمطار والاعتدال في الحرارة شتاء والحرارة والجفاف صيفا حيت يبلغ معدلها السنوي من الأمطار حوالي 400 ملم ولكن مع التغيرات المناخية تغيرت كل المعدلات وكمثال على هذا. ارتفعت درجة الحرارة في مدينة سيدي يحيى الغرب إلى 43 درجة في يوليوز من سنة 2008 وارتفعت إلى 46 درجة في أواخر غشت من سنة 2010 ومن بين الأحداث النادرة هو سقوط الثلج على مدينة سيدي يحيى الغرب في الأول من فبراير من سنة 1954الساحلي، . تضم بلدة سيدي يحيى الغرب 80.705 نسمة (إحصاء 2014).

## وصلات خارجية
- (بالإنجليزية) المدينة على موقع Falling Rain Genomics, Inc.

1. ↑  المملكة المغربية, المندوبية السامية للتخطيط. "الإحصاء العام للسكان و السكنى 2014" (PDF) (بعربية و فرنسية). pp. 52–53. Archived from the original (pdf) on 2015-05-01. Retrieved 2012-04-20.{{استشهاد ويب}}:  صيانة الاستشهاد: لغة غير مدعومة (link)
2. ↑  المندوبية السامية للتخطيط (المحرر)، الإحصاء العام للسكان والسكنى لسنة 2014، QID:Q19599909
3. ↑   http://rgph2014.hcp.ma/file/166326/. {{استشهاد ويب}}: |url= بحاجة لعنوان (مساعدة) والوسيط |title= غير موجود أو فارغ (من ويكي بيانات) (مساعدة)
4. ↑  GeoNames (بالإنجليزية), 2005, QID:Q830106